# 朱求桂
晉裕王朱求桂（1593年8月15日—1630年12月15日）是明代封於山西太原府的第十一代晉王。由於《清史稿》的誤載，歷來被認爲是明代末代晉王並被李自成俘虜。直到1955年山西文物考古工作者在山西榆次縣蘇村發現他的墓葬。隨後在對墓葬發掘中出土的墓志得到確認並更正了歷來的錯誤記載。朱求桂是第十代晉王—晉穆王朱敏淳與次妃王氏所生之子，生於萬曆二十一年七月十九日。他在萬曆三十九年起管理晉府事務，萬曆四十一年七月二十日襲封晉王。崇禎三年十一月十二日薨，崇禎五年八月二十五日下葬，諡號晉裕王。王妃萬氏，有四子二女。他的晉王爵位由世子朱審烜繼承。